# 古索姆·西于尔兹松
古索姆·西于尔兹松是冰岛传说中的人物，在傳說中，古索姆是一位活跃于挪威的丹麦裔贵族，也是挪威第一任国王金发哈拉尔的舅父，也有來源表示他是拉格納·洛德布羅克的後代。